# Funiculaire de Bulnes
Pour les articles homonymes, voir Bulnes.

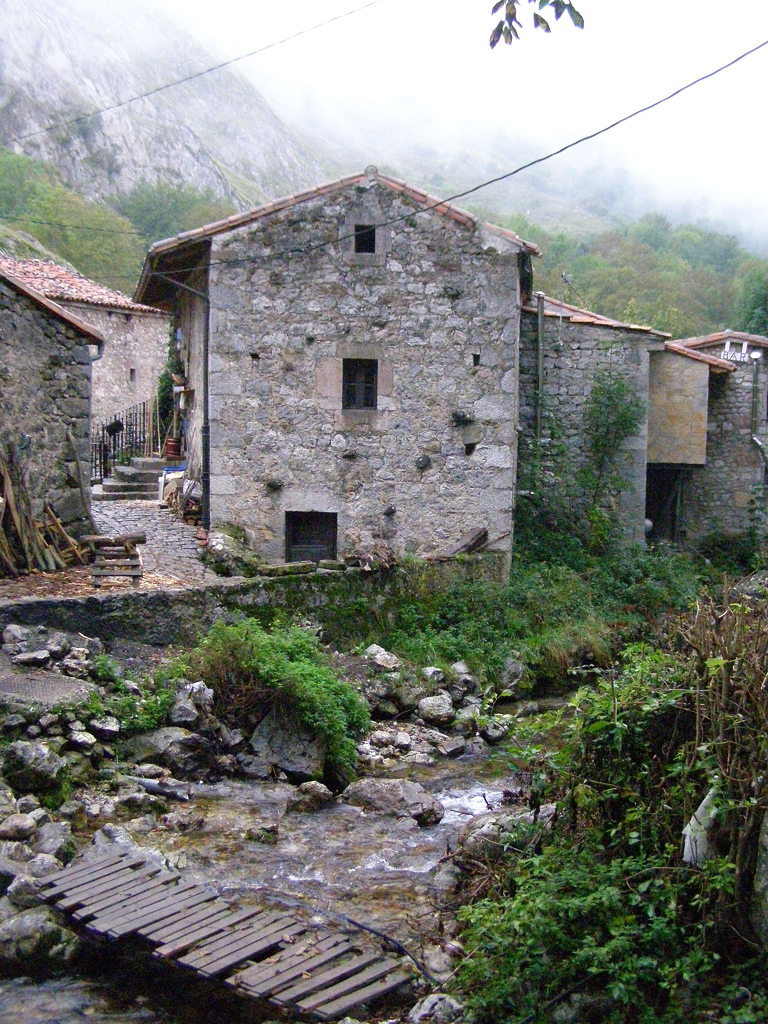
Bourgade rurale de Bulnes.

Le funiculaire de Bulnes est un funiculaire situé dans les Pics d'Europe dans les Asturies en Espagne. Il relie Poncebos et Bulnes, deux bourgades du concejo (commune) de Cabrales. Le funiculaire circule dans un tunnel creusé sous une montagne appelée la Peña Maín (la Roche Maín).

## Histoire
La bourgade de Bulnes est connue par le fait qu'elle ne disposait jusqu'en 2001 d'aucune route la reliant aux villages voisins et aux axes régionaux : le seul accès au village se faisait par un sentier pédestre de montagne de 4 km et de 500 m de dénivelé le long du défilé de la rivière Tejo (la Canal de Texu en Asturien). Dans les années 1990, le Gouvernement de la Principauté des Asturies projette de construire un funiculaire qui traverserait la montagne entre Poncebos et Bulnes, dans le but d'en finir avec l'isolement séculaire de cette bourgade, qui compte à peine 50 habitants, et de développer la zone comme destination privilégiée du tourisme rural. 
Après des travaux ayant coûté 787 millions d'euros, le funiculaire est inauguré le 17 septembre 2001. Il est dès lors utilisé par les habitants de Bulnes pour véhiculer des biens, des animaux et de petits tracteurs pour des travaux agricoles. Les habitants du village bénéficient de la gratuité du funiculaire, à la condition d'être porteurs de leur carte d'identité qui les identifie comme habitants de Bulnes.
En avril 2005, la principauté des Asturies attribue à l'entreprise de transport ALSA la gestion du funiculaire. En 2011, une décennie après son inauguration, le funiculaire a été utilisé par plus d'un demi-million de personnes. En octobre 2012 a lieu la première révision technique du dispositif (qui comprend le démontage complet de l'infrastructure ferroviaire), ce qui a nécessité la mise hors service du funiculaire pendant plus d'un mois.
L'arrivée du funiculaire a facilité le transport de matériaux de construction qui a permis la rénovation des habitations et du village de Bulnes. Celui-ci est désormais correctement pavé, « plus propre et ordonné ». Le désenclavement a également permis l'ouverture de commerces et de bars supplémentaires.

## Caractéristiques techniques
| Temps de parcours                           | 7 min                         |
| Longueur                                    | 2,227 m                       |
| Altitude de la gare inférieure              | 183 m                         |
| Altitude de la gare supérieure              | 585 m                         |
| Dénivelé                                    | 402 m                         |
| Pente                                       | 18,19 %                       |
| Vitesse                                     | 5 m/s                         |
| Capacité maximale par voiture               | 28 passagers assis, 20 debout |
| Accessible aux personnes à mobilité réduite | Oui                           |

C'est un funiculaire à voie métrique unique.
Il dispose de deux voitures de passagers d'une capacité de 28 voyageurs assis et 20 debout, soit un total de 48 passagers. Les départs ont lieu toutes les demi-heures de 8 h 30 à 20 h.
Pour le transport de matériels, une voiture de voyageurs est couplée avec une plateforme appelée « wagon de charge ». Le funiculaire est ouvert tous les jours de l'année, y compris les jours fériés.
Les chiens transportés doivent être tenus en laisse et munis d'une muselière. Le transport de bicyclette dans le funiculaire n'est pas autorisé pour les touristes, les sentiers des environs de Bulnes étant inappropriés pour ce sport.

## Randonnée en montagne

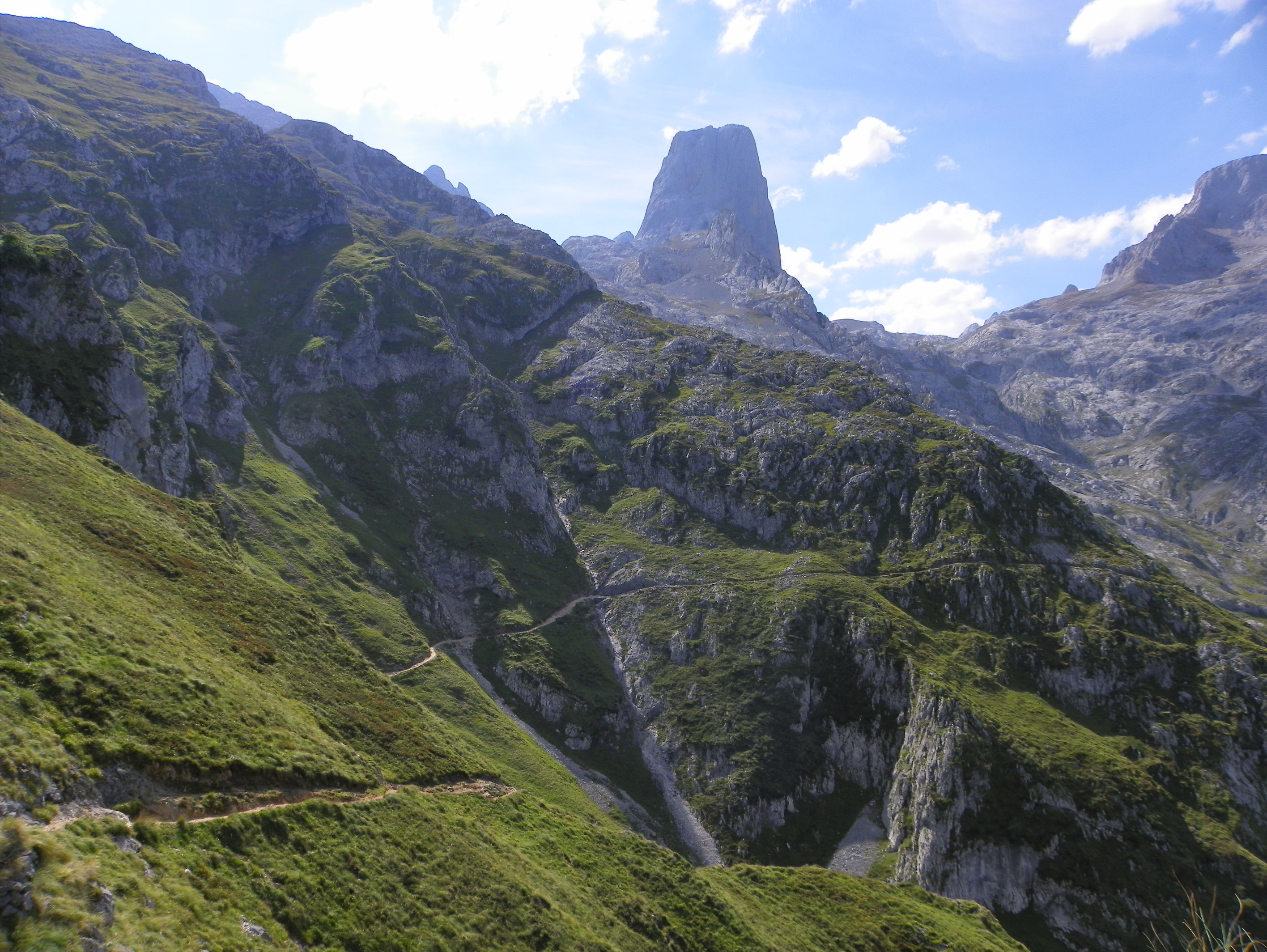
Naranjo de Bulnes, 2519 m.

Bulnes est le point de départ de plusieurs randonnées de montagne, dont le sentier qui mène au Naranjo de Bulnes, un sommet mythique des Pics d'Europe pour l'escalade.